# In Which Annie Gives It Those Ones
In Which Annie Gives it Those Ones es una telefilme indio de 1989 con guion de Arundhati Roy (que también actúa en la película), dirigida por Pradip Krishen y protagonizada por Arjun Raina como el personaje principal, junto con Roshan Seth y Arundhati Roy en roles clave. La película también presenta a Shahrukh Khan y Manoj Bajpayee, ambos actores que luchan en el circuito teatral de Delhi, en papeles pequeños pero significativos. Esta película recibió dos National Film Awards en 1989. Esta película adquirió un estado de culto en los años posteriores a su realización. La impresión original de la película se perdió y las únicas copias de la película en circulación son las que se grabaron en una videograbadora cuando la película se proyectó en Doordarshan.
Ambientada en la década de 1970, In Which Annie Gives it Those Ones es una película divertida de estudiantes de arquitectura en su último año de universidad.
La película fue en parte autobiográfica con Roy relatando sus propias experiencias de estudio en la Escuela de Planificación y Arquitectura de Delhi, un instituto de arquitectura líder en la India.

## Argumento
Anand Grover, más conocido como Annie, es víctima de burlarse de su director, Y.D. Billimoria (popularmente conocido como Yamdoot o el mensajero del infierno), hace años. En el Instituto Nacional de Arquitectura de Nueva Delhi, Annie repite su quinto año por cuarta vez. Pasa sus horas en el albergue, que es la mejor parte de su vida, 'dándoles esos', entregándose a sueños de levantamiento social. Su última idea es plantar árboles frutales a ambos lados de las vías del ferrocarril, donde la India rural defeca diariamente. La materia fecal proporcionará el compost necesario para los árboles, mientras que los trenes, con aspersores conectados, regarán automáticamente las plantas.
Annie mantiene dos gallinas en su habitación y gana una pequeña suma vendiendo sus huevos, hasta que un día su amigo, Mankind, y su compañero de habitación de Uganda, Kasozi, les prepararon una comida asada. Pronto, sin embargo, el hirsuto Arjun y su novia Radha, una estudiante inconformista que le roba cigarrillos a Yamdoot y habla con los maestros, le regalan un conejo a Annie.
Muchas aventuras después, se acerca el día de presentar la tesis. Annie, instada por sus amigos, se disculpa con Yamdoot. Un panel de jueces llama a los estudiantes uno por uno para sus entrevistas finales y la tensión aumenta. Radha se viste con una sari pero usa el sombrero de un hombre para restarle valor a su sobrio atuendo. Para asegurarse de que Annie reciba una audiencia comprensiva del panel hostil, Radha y Arjun elaboran un plan. Justo cuando llaman a Annie, Yamdoot recibe una llamada telefónica de su dominante madre de voz profunda, en realidad es la humanidad. El truco funciona y el panel cansado le da a Annie una buena calificación.
En la fiesta después de la ceremonia de graduación, Annie llega con pesados libros debajo del brazo, con el cabello afeitado y una mariposa pintada en la cabeza. Informa a sus amigos que ha decidido estudiar derecho y luego demandar a Yamdoot. Pero posteriormente, Annie se convirtió en profesora asociada de diseño en el Instituto Nacional de Arquitectura, un año después de que Yamdoot

## Reparto
- Arjun Raina como Annie
- Arundhati Roy como Radha
- Rituraj Singh como Arjun
- Roshan Seth como Y.D. Billimoria/Yamdoot
- Isaac Thomas as Mankind
- Divya Seth como Lakes
- Idries Malik como Papey
- Moses Uboh como Kasozi
- Jagan Shah como Medoo
- Himani Shivpuri como Bijli
- Shah Rukh Khan como Senior
- Niraj Shah como Canteen boy
- Dhianee ji como Canteen boy
- Manoj Bajpayee como estudiante
- Raghuvir Yadav como Eve teaser
- SitaRam Panchal como policía